# Karl Otten
Œuvres principales
Karl Otten, né le 29 juillet 1889 à Oberkrüchten, dans la commune de Niederkrüchten en Allemagne et mort le 20 mars 1963 à Minusio en Suisse, est un écrivain expressionniste allemand.

## Biographie
Karl Otten étudie la sociologie et l'histoire de l'art à l'université de Munich. En 1912, il voyage en Grèce, alors qu'éclate la guerre des Balkans. Il en tire un récit de voyage publié en 1913, salué par Kasimir Edschmid comme un exemple du « nouveau style » littéraire, à savoir l'expressionnisme.
Le 12 mars 1933, il s'exile de l'Allemagne nazie, et part pour l'Espagne où il participe à la guerre civile en 1936. Il réside ensuite à Londres, avant de s'établir en 1958 en Suisse.

## Œuvre
Au-delà de son œuvre littéraire, Karl Otten joue un rôle crucial dans la redécouverte de l'expressionnisme littéraire allemand. À partir de 1957, il se consacre à la publication de plusieurs anthologies qui font sortir de l'oubli une génération d'écrivains : Ahnung und Aufbruch (1958) consacré aux textes en prose, Schrei und Bekenntnis (1959) pour le théatre, Das leere Haus (1959) qui contient des textes en prose des auteurs expressionnistes juifs, Expressionnismus - grotesk (1962) et Ego und Eros (1963).

## Ouvrages
- 1918, Thronerhebung des Herzens, Verlag die Aktion
- 1918, Der Sprung aus dem Fenster, der jüngste Tag, Kurt Wolff Verlag
- 1919, Lona, roman
- 1927, Prüfung zur Reife, roman, List Verlag
- 1931, Der schwarze Napoleon, biographie

## Sources
- (de) Heinz Schöffler, Der jüngste Tag. Die Bücherei einer Epoche, Francfort, Verlag Heinrich Scheffler, 1970.